# 朱瞻塙
趙惠王朱瞻塙（1413年—1454年），明朝第二次封的第二代趙王，簡王朱高燧的嫡次子。
朱瞻塙出生时，母亲翁氏尚是妾室。嫡母沐氏在永乐二十一年逝世后，母亲翁氏在永樂二十二年（1424年）十月八日受封为王妃，他在同月受封为安陽王。父亲逝世后，在宣德七年（1432年）襲封趙王。他在位二十三年。景泰五年（1454年）朱瞻塙去世，諡號惠，一年後其子朱祁鎡就嗣位。

## 家庭

### 妻妾
- 赵惠王妃王氏（ -1446年）典仪副王约的女儿。宣德五年册为安阳王妃，宣德八年进封赵王妃。正统十一年薨。
- 赵王继妃邵氏（ -1454年），自缢殉葬，谥贞顺。
- 高氏，生朱祁鏓（或为双胞胎儿子）

### 子
- 趙悼王朱祁鎡（1430年－1460年）
- 嫡次子临漳恭安王朱祁鋆（1431年－1485年5月28日）
- 嫡三子汤阴庄僖王朱祁𨧨（1432年－1485年10月14日）
- 嫡四子襄邑恭定王朱祁锃（1433年－1465年8月4日）
- 嫡五子雒川靖懿王朱祁鋹（1437年－1483年3月9日）
- 嫡七子南乐安懿王朱祁鉷（1442年－1503年10月2日）
- 正统九年（1444年）生育双胞胎男孩，[3]其中一人或即庶八子平乡荣顺王朱祁鏓（1444年－1476年7月28日）